# جانيت تايلور سبينس
جانيت تايلور سبينس (بالإنجليزية: Janet Taylor Spence)‏ هي عالمة نفس أمريكية، ولدت في 29 أغسطس 1923 في توليدو في الولايات المتحدة، وتوفيت في 16 مارس 2015.